# Grossmannov festival filma in vina
Grossmannov festival fantastičnega filma in vina je slovenski filmski festival, posvečen žanrskemu filmu, predvsem grozljivkam in fantastiki. Dogaja se vsako poletje v Ljutomeru, ki leži v osrčju vinorodne Prlekije.
Dvajseti Grossmannov festival fantastičnega filma in vina je potekal od 11. do 15. junija 2024 v Ljutomeru.    

## Zgodovina
Festival je bil ustanovljen leta 2005 ob stoletnici slovenske kinematografije v Ljutomeru, kraju, kjer so nastali prvi metri slovenskega filma izpod roke dr. Karola Grossmanna. Nastal je na pobudo Filmske prakse PLAN 9 in Prleške razvojne agencije s pomočjo evropskih strukturnih skladov. Ob nekonvencionalnem filmskem programu je bila od samih začetkov na festivalu prisotna tudi večina avtorjev prikazanih filmov. Od leta 2006 festival ponuja tudi vinski program z degustacijami tekmovalnih vin. Najboljše vino festivala izberejo filmski gostje. Spremljevalni program nudi vsakodneve koncerte, razstave, predstavitve knjig in Zombie Walk.
Leta 2010 je Grossmannov festival fantastičnega filma in vina postal član Méliès International Festivals Federation (MIFF).

## Nagrade
Trenutno se na Grossmannovem festivalu fantastičnega filma in vina podeljujejo naslednje nagrade:
- Hudi maček - najboljši celovečerec
- Slakov hudi maček - najboljši kratki film (nagrada je poimenovana po preminulem slovenskem režiserju Franciju Slaku)
- Melies d'Argent - nominacija za Melies d'Or, nagrado najboljši evropski fantastični kratki film po izboru Evropske federacije festivalov fantastičnega filma
- Hrupni maček - najboljši glasbeni dokumentarec
- Vinski šampion Hudi maček - najboljše vino
- Častni hudi maček - nagrada za življenjsko delo

Nagrajence izberejo mednarodne žirije. Med festivalom poteka tudi filmska delavnica (od leta 2008 je to Mala delavnica groze, kjer po zgledu Rogerja Cormana gverilske filmske ekipe morajo posneti svoje filme v dveh dneh in eni noči).

## Zmagovalci
| Leto | Hudi maček                                                    | Melies d'Argent                             | Slakov hudi maček                                                     | Hrupni maček                                                                      | Posebni maček                          | Častni hudi maček                   | Vinski šampion Hudi maček                                |
| ---- | ------------------------------------------------------------- | ------------------------------------------- | --------------------------------------------------------------------- | --------------------------------------------------------------------------------- | -------------------------------------- | ----------------------------------- | -------------------------------------------------------- |
| 2024 | Pogreb (Cenaze; Orçun Behram)                                 | Ograja (La valla, Sam Orti)                 | Pripnite pasove (Fasten Your Belts, Mikhail Morskov, Vitaly Dudka)    | Glasba za državni udar (Soundtrack to a Coup d'etat, Johan Grimonprez)            |                                        | Slobodan Šijan                      | Traminec 2023, Vino Plemenič                             |
| 2023 | Megaloman (Megalomaniac, Karim Ouelhaj)                       | Maček Sendvič (Sandwich Cat, David Fidalgo) | Popolno mesto: mati (Perfect City: The Mother, Shengwei Zhou)         | What You Could Not Visualise: Rema-Rema (Marco Porsia)                            |                                        | John McTiernan                      | Sauvignon Selection 2021, Plateis                        |
| 2022 | Žalost (Ku bei, Rob Jabbaz)                                   | Odrta (Ecorchée, Joachim Hérissé)           | Za vedno ločeni (Part Forever, Alan Chung-An Ou)                      | Podzemlje d.d. (Underground Inc: The Rise / Fall of Alternative Rock, Shaun Katz) |                                        | Robert Englund, Jack Sholder        | Sauvignon 2021, Vina Herga                               |
| 2021 | Klinika za zombije (Yummy, Lars Damoiseaux)                   | Pastir (The Shepherd, Ilya Plyusnin)        | Špljaf (Sprötch, Xavier Seron)                                        | Odpotovanje (Petra Seliškar)                                                      |                                        | Gary Sherman, William Lustig        | Revolution, Turistična kmetija Hlebec                    |
| 2020 | Koča (Severin Fiala, Veronika Franz)                          | Slice of Life (Luka Hrgović, Dino Julius)   | Začarani mečevalec (Kevin McTurk)                                     | Kje se konča telo? (Marco Porsia)                                                 |                                        |                                     | LeBlanc des Templiers, Turistična kmetija Hlebec         |
| 2019 | Tumbbad (Rahi Anil Barve, Adesh Prasad)                       | Upi (Raúl Monge)                            | Moj prvi (Asaf Livni)                                                 | Allinovi (Sami Saif)                                                              |                                        | Christina Lindberg, Sam Firstenberg | Muškat otonel 2018, VinoReja Kaučič                      |
| 2018 | Errementari (Paul Urkijo Alijo)                               | Celica (Dušan Kastelic)                     | Cesta mrtvih: kronike (Kiah Roache-Turner)                            | Bunch of Kunst - film o Sleaford Mods (Christine Franz)                           |                                        |                                     | Rumeni muškat, Vinogradništvo Kovačič                    |
| 2017 | Deviška noč (Roberto San Sebastián)                           | Pod jablano (Erik van Schaaik)              | Dober tek (Erenik Beqiri)                                             | Spit'n'Split (Jérôme Vandewattyne)                                                |                                        |                                     | Sivi pinot 2015, Vino Graben                             |
| 2016 | Scherzo Diabolico (Adrián García Bogliano)                    | Zobki (Pascal Thiebaux, Gil Pinheiro)       | Izginotje Willieja Binghama (Matt Richards)                           | Odpadki druge generacije – po stopinjah nekega punka (Dunja Danial)               |                                        | Jan Harlan                          | Ranfol, Vinogradništvo Družina Kos                       |
| 2015 | Zli duh (Petr Jákl)                                           | Poslednja formalnost (Stéphane Everaert)    | Mrtva srca (Stephen W. Martin)                                        | Morphine: potovanje sanj (Mark Shuman)                                            |                                        | Udo Kier                            | Revolution, Turistična kmetija Hlebec                    |
| 2014 | Nebeška izmena (Márk Bodzsár)                                 | 24 ur z Lucijo (Marcos Cabotá)              | Podzemna garaža (Miguel A. Carmona)                                   | Pravi človek za kapitalizem (Dušan Moravec)                                       |                                        | Djordje Kadijević                   | Šipon 2012, Vinogradništvo Družina Kos                   |
| 2013 | Aurora (Kristina Buožyte)                                     | Zgodba o prebivalcih zidov (Andrej Boka)    | Antoine in junaka (Patrick Bagot)                                     | Kako smo vstopili v Evropo: primer SexA (Ines Pletikos)                           |                                        | Franco Nero, Enzo G. Castellari     | Rumeni muškat Illuminati 2012, Turistična kmetija Hlebec |
| 2012 | Medtem ko si spala (Jaume Balagueró), Izrojeno (Alex Chandon) | Legenda (Pau Teixidor)                      | Ujeta ptica (Jovanka Vuckovic)                                        | Fanzini z Marsa (Siniša Dugonjić)                                                 |                                        | Goran Marković                      | Renski rizling izbor 2009, PRA-VinO Čurin-Prapotnik      |
| 2011 | Žalostna balada za trobento (Alex de la Iglesia)              | Dan na podeželju (Lucas Vossoughi)          | Napad velikanske možgane sesajoče pošasti iz vesolja (Guillaume Rieu) | 6 ft Hick: Beležke iz podzemlja (Marty Moynihan)                                  | Carlos Areces (Hudi najboljši igralec) | Christopher Lee, Menahem Golan      | Chardonnay izbor 2009, KZ Metlika                        |
| 2010 | Življenje in smrt porno tolpe (Mladen Djordjević)             |                                             | Strahopetni Juan (Daniel Romero)                                      | Dokler nas ne vzame luč (Aaron Aites, Audrey Ewell)                               |                                        | Jose Mojica Marins                  | Šipon 2009, Jeruzalem Ormož                              |
| 2009 | Eden Lake (James Watkins)                                     |                                             | Deadspiel (Jay Molloy)                                                | Vlada (Rudi Uran)                                                                 | Jörg Buttgereit (Nekro maček)          | Ruggero Deodato                     | Sivi pinot 2008, Jeruzalem Ormož                         |
| 2008 | Živi in mrtvi (Kristijan Milić)                               |                                             | Poljub smrti (Kristijan Vrtačnik)                                     | LP film Pankrti: Dolgcajt (Igor Zupe)                                             | Brian Yuzna (Re-Animaček)              | Roger Corman                        | Renski rizling 2007, Dveri Pax                           |
| 2007 | Hladni plen (Roar Uthaug)                                     |                                             | Rakete (Vladimir Mančić)                                              |                                                                                   | Lloyd Kaufman (Tromin maček)           | Slobodan Šijan                      | Šipon 2007, Milan Hlebec                                 |
| 2006 | Šejtanov bojevnik (Stevan Filipović)                          |                                             | Sendvič (Tomaž Gorkič)                                                |                                                                                   |                                        | Krsto Papić                         | Sauvignon 2005, Vino Kupljen - Jeruzalem                 |
| 2005 |                                                               |                                             | Slaba mati (Blaž Slana)                                               |                                                                                   |                                        |                                     |                                                          |

## Gosti
Nekateri izmed gostov preteklih festivalov so
- Christopher Lee
- Robert Englund
- John McTiernan
- Franco Nero
- Roger Corman
- Menahem Golan
- Udo Kier
- Jan Harlan
- Christina Lindberg
- Sam Firstenberg
- Gary Sherman
- Jack Sholder
- William Lustig
- Djordje Kadijević
- Jose Mojica Marins
- Brian Yuzna
- Ruggero Deodato
- Enzo G. Castellari
- Harry Kümel
- Sergio Stivaletti
- Richard Stanley
- Simon Boswell
- Jörg Buttgereit
- Jaume Balagueró
- Slobodan Šijan
- Goran Marković
- Krsto Papić
- Dinko Tucaković
- Uwe Boll
- Stuart Urban
- Alex Chandon
- Julian Richards
- Carlos Areces
- Mladen Djordjević
- Tom Six
- Richard Raaphorst
- Timo Vourensola
- Trent Haaga
- Antti-Jussi Annila
- Anders Banke
- Magnus Paulsson
- Tommi Eronen
- Finn Atkins
- Andrew Starke
- Pete Tombs
- Jane Kavčič
- Sašo Podgoršek
- Christopher Nielsen
- Laibach
- The Meteors
- Anatolij Karpov (Častni gost vinskega programa 2008)
- Lakobrija FX
- Mad Squirrel FX